# Kubansk pasohäst
Den kubanska pasohästen, eller Cubano de Paso, är en hästras som utvecklats på ön Kuba i Västindien. Rasen är berömd för sina extra gångarter som de har ärvt av de berömda spanska hästarna som fördes till Nord- och Sydamerika med spanska conquistadorer. Sedan dess har rasen främst använts som arbetshäst inom jordbruket och som ridhäst. Rasen är mycket vänlig och lätthanterlig men är samtidigt livlig, en egenskap som kubanska uppfödare kallar för "brio" (glöd). 

## Historia
Under 1500- och 1600-talet fördes hästar från Europa till Amerika med de spanska conquistadorerna. Dessa hästar var främst de berömda spanska hästarna] och spanska jenneter, men även ädla orientaliska hästar som funnits i Spanien sedan de nordafrikanska morernas invasion av Iberiska halvön fanns med på båtarna. 
Under koloniseringen rymde eller släpptes många av de spanska hästarna fria och blev förvildade. Klimatet och terrängen utvecklade de kubanska hästarna efter naturligt urval. Dessa hästar fångades sedan in när öarna i Västindien började befolkas, och de utvecklades då mer selektivt. 
De kubanska paso-hästarna ärvde många av egenskaperna från de spanska jenneterna, bland annat extra gångarter som kallas marcha eller andaduras. På Kuba kallas rasen därför Cubano de paso, då paso är det spanska ordet för gångart. 

## Egenskaper
Den kubanska pasohästen är relativt liten men räknas ändå som stor häst. Oftast är de runt 150 cm i mankhöjd men kan bli så låga som 135 och ända upp till 155 cm över manken. Rasens mest utmärkande egenskap är den jämna och flytande gångarten som på spanska kallas marcha eller andaduras. Hästarna har en proportionerlig exteriör med ett litet men finmejslat huvud med rak eller lätt utåtbuktande nosrygg och bred panna. Ögonen är stora och uttrycksfulla och käken är kraftig men muskulös. Öronen är små och rörliga och något breda längst ner mot basen. Nacken är medellång och muskulös medan ryggen är medelkort men stark och med ett sluttande kors. Svansen är relativt lågsatt hos hästarna och bärs ofta tätt intill kroppen. Överarmarna är korta men väl musklade och hovarna är ganska breda men tåliga. 
Den kubanska pasohästen är mycket lätthanterlig och vänlig men samtidigt mycket energisk och livlig. Den energi som hästen besitter är en mycket eftertraktad egenskap bland kubanska uppfödare och kallas "brio" (glöd). Rasen används främst till ridning och ibland även till körning. Hästarna är även populära för att de är billiga i drift och klarar sig på magert bete och lite foder. Alla färger existerar hos rasen även om hela färger som fux, brun eller svart är vanligast. 